# Académie roumaine d'éducation physique et de sport
L'Académie nationale d'éducation physique et de sport (ANEFS), est la première institution d'enseignement supérieur à profil spécialisé de Roumanie, a été fondée le 1er décembre 1922, à Bucarest et a obtenu le statut d'université en 2002.
ANEFS représente l’une des institutions d'État de l’Europe dans le domaine de l'éducation physique et du sport, les diplômes accordés étant reconnus par le Ministère de l'Education et de la Recherche de Roumanie, et par les ministères des autres pays avec lesquels des accords bilatéraux (des protocoles) ont été signés.
Parmi ceux qui ont fini leurs études à l'académie et ont contribué, par leur activité d’enseignants, d’entraîneurs ou de managers, à améliorer l'image de la Roumanie, on trouve Ion Țiriac, Ivan Patzaichin, Octavian Belu, Iolanda Balaș, Uca Marinescu – la première femme qui ait atteint le pôle Nord.
On remarque aussi, parmi les sportifs lauréats dans les compétitions olympiques et internationales, des personnalités qui ont fini leurs études à l’académie : Nadia Comăneci, Laura Badea, Gabriela Szabó, Elisabeta Lipă, Marius Urzică, Marian Simion.

## Structures théoriques
Suivant les principes d'organisation et de modalités de déroulement des activités de la communauté académique, en conformité avec la Charte Académique, l’ANEFS se définit dans le cadre de la classification de l'Union Européenne comme une institution d’enseignement supérieur et de recherche de type A, de profil spécifique, qui combine tous les domaines fondamentaux du savoir scientifique sur l'Homme : l'éducation, le sport, la santé, la culture, et la société. Le domaine fondamental de science est la Culture Physique et le Sport.
La base matérielle didactique de l’ANEFS est composée de cinq complexes :
1. Le complexe central est situé au 140 rue Constantin Noica, secteur 6, Bucarest, et s'y trouvent les amphithéâtres, les salles de classe, les laboratoires, les sièges du Rectorat et du Décanat, les salles pour les travaux pratiques dans les disciplines de spécialité, les cabinets méthodiques, les bureaux du secrétariat et les sièges administratifs. Dans ce bâtiment il y a une pièce avec 24 ordinateurs qui donnent aux étudiants l'avantage de se connecter rapidement à Internet. L'Académie dispose aussi d'une bibliothèque de spécialité qui a 140 000 livres et 11 800 publications périodiques (au total, 151 800 titres). Sa base de données informatisée comprend 15 000 enregistrements. En même temps, l'académie dispose de sa propre Maison d’édition.
2. Le Stade ROCAR comprend un stade officiel, un petit hôtel avec 24 chambres, un mini restaurant, des équipements de récupération et une salle de gym.
3. Le complexe didactique de Parâng est destiné aux cours de ski et d’orientation touristique, situé à une altitude de 1 600 m, qui comprend une salle de classe, des cabinets méthodiques, un sauna, des ateliers et toute une série d’aménagements, parmi lesquels  l’illumination de la piste de ski ou encore des remontées mécaniques proches des espaces de travail.
4. Le complexe didactique d’Eforie-Nord, 17 rue Tudor Vladimirescu, destiné aux cours de natation applicative et de rames, est composé du pavillon central (chambres à loger), de la salle de sport à dépendances et utilités, d’une salle de classe, de petites maisons de bois pour le logement des étudiants, d’une piscine, d’un terrain de tennis, d’une falaise aménagée etc.
5. Le complexe Techirghiol, situé sur la frontière du lac aux propriétés illustres, en raison de l'eau et de la boue ayant des qualités thérapeutiques. Ce complexe comprend une maison de campagne avec 14 chambres doubles, une salle de conditionnement physique et un restaurant.

## Équipement social
L’ANEFS dispose de facilités de logement dans une maison d'étudiants et dans un petit hôtel situés dans le complexe central (445 places), tout comme dans les bases didactiques de Parâng, et d’Eforie–Nord (200 places chacune). Ces trois bases didactiques disposent aussi de cabinets médicaux, cafétérias et points commerciaux.

## Le Club Sportif ANEFS
Fondé en 1965, le club a déroulé une activité ininterrompue, et obtenu certains résultats. Il possède douze sections (athlétisme, gymnastique artistique sportive, rythmique et aérobie, handball, judo, ski, tennis, arts martiaux, bobsleigh luge, escrime, tir, culturisme et fitness, orientation touristique), où se préparent 235 sportifs. On a pu y croiser Marius Urzica – champion olympique à Sydney en 2000, champion du monde en 1998 en cheval d’arçon.

## Programmes pour les étudiants
Les étudiants disposés à se livrer aux activités parascolaires ou aux expériences d'études internationales, peuvent adhérer aux :
- Programmes  coordonnés par le personnel enseignant ou par le Centre de Recherche Interdisciplinaire, qui fournit l'équipement de technologie de pointe pour licence, maîtrise ou thèses scientifiques à fin de doctorat.
- Programme Socrate , avec Erasmus et les sous-programmes Comenius (les stades de mobilité, les projets intensifs, les réseaux thématiques etc.)
- Activités sportives tant nationales qu'internationales ; les étudiants rejoignent les compétitions en tant qu'athlètes, directeurs ou les volontaires, dans les Festivals sportifs internationaux (Artois, Istanbul) et Jeux Universitaires nationaux.